# Cerro El Bocado
El Cerro El Bocado es una formación montañosa ubicada en una exclusiva región natural al oeste del Cerro Tristeza, en el límite entre el estado Anzoátegui y Sucre, Venezuela. A una altitud promedio de 2.269 m s. n. m., el Cerro El Bocado es una de las montañas más altas en Anzoátegui.

## Geología
El Cerro El Bocado se asienta en el extremo Oeste de la formación geológica de San Juan. Sus suelos están conformados por estratos que contienen rocas del Maastrichtiense tardío con predominancia de capas de areniscas muy duras, de sedimentación fluvial con un ambiente marino de poca profundidad. Su falda sur está ubicado en un punto donde confluyen los ríos Oculto y Los Chorros. La zona es conocida como «Montaña Negra» por sus suelos donde abundan capas de lutitas negras, arenáceas y limolitas negras.

## Ubicación
El Cerro El Bocado está ubicado en el corazón la Zona Protectora Macizo Montañoso del Turimiquire, parte del sistema montañoso nororiental de la cordillera de la Costa venezolana. Su ubicación está en el extremo oeste del Cerro Tristeza, al norte del caserío «Bucarál» en la región conocida como «Montaña Negra».  El acceso es muy rústico y difícil, pero se obtiene por cualquiera de varios caseríos que rodean la montaña al oeste del Cerro La Tristeza y al sur de Cumanacoa.